# Строн (Индијана)
Строн (енгл. Straughn) град је у америчкој савезној држави Индијана.

## Демографија
По попису из 2010. године број становника је 222, што је 41 (-15,6%) становника мање него 2000. године.
| Група             | 2000.       | 2010.       |
| Белци             | 262 (99,6%) | 221 (99,5%) |
| Афроамериканци    | 0 (0,0%)    | 0 (0,0%)    |
| Азијати           | 0 (0,0%)    | 0 (0,0%)    |
| Хиспаноамериканци | 1 (0,4%)    | 1 (0,5%)    |
| Укупно            | 263         | 222         |